# Robert de Duras
Robert de Duras (1326 † Poitiers, 1356) (ou Robert de Durazzo), prétendant au titre de prince de Morée, seigneur de Cappacio, Muro, et Montalbano dans le royaume de Naples.

## Biographie
Il est fait prisonnier avec son frère Louis de Gravina et ses cousins Robert et Philippe de Tarente par le roi Louis Ier de Hongrie quand celui-ci envahit le royaume de Naples en 1348. Libéré en 1352, il se réfugie auprès de son oncle Hélie de Talleyrand-Périgord à Avignon. Il participe à la révolte de Louis contre la reine Jeanne, passe en Provence, et le 5 février 1355, s'empare du château des Baux. Assiégé par le sénéchal Fouquet d'Agoult en juin, il capitule en août puis entre au service du roi de France. Il est tué l'année suivante à la bataille de Poitiers.
Il est le fils de Jean de Sicile (1294 - Naples, 1336), duc de Duras, prince d'Achaïe, et d’Agnès de Périgord († 1345). Il a trois frères :
- Charles (1323 †  Aversa, 1348, exécuté), duc de Duras ;
- Louis (1324 †  1362) ;
- Stéphane (1328 †  Portugal, 1380).